# Ковачич, Здравко-Чиро
Здравко-Чиро Ковачич (сербохорв. Здравко-Ћиро Ковачић / Zdravko Ćiro Kovačić; 6 июля 1925, Шибеник, Королевство Югославия — 1 апреля 2015, Риека, Хорватия) — югославский ватерполист, серебряный призёр летних Олимпийских игр в Хельсинки (1952) и в Мельбурне (1956).

## Спортивная карьера
Занимался водным поло с 1939 г. Выступал за клубы JŠK Victoria и «Приморье» (Риека).
В начале 1950-х гг. считался лучшим ватерпольным вратарем в мире. Участник трех Олимпиад (1948—1956), серебряный призёр летних Игр в Хельсинки (1952) и в Мельбурне (1956). На открытии Олимпийских игр в Мельбурне являлся знаменосцем сборной Югославии. Серебряный медалист первенства Европы в итальянском Турине (1954), бронзовый — в Вене (1950).
По завершении спортивной карьеры, получив экономическое образование, работал директором судоходной компании Jugolinija (1972—1980); Также занимал руководящие должности в спортивном обществе «Поморье».
В 1984 г. был включен в Международный зал славы плавания.